# النطاق العريض اللاسلكي

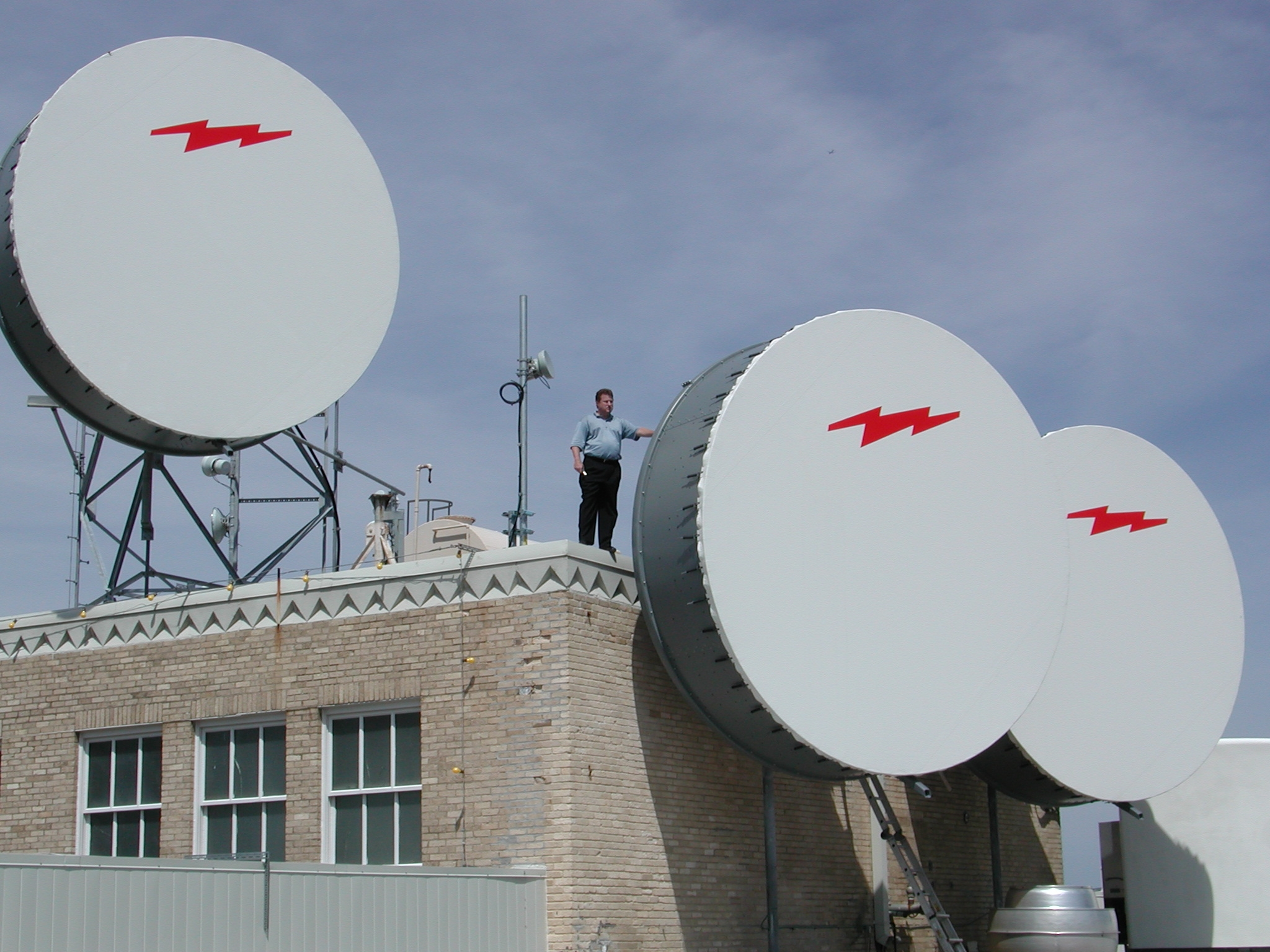
ثلاثة أطباق لاسلكية ثابتة مع أغطية واقية أعلى 307 W. 7th Street ، Fort Worth ، Texas حوالي عام 2001

النطاق العريض اللاسلكي هو تقنية اتصالات توفر وصولاً لاسلكيًا عالي السرعة إلى الإنترنت أو الوصول إلى شبكات الكمبيوتر عبر منطقة واسعة. يشمل المصطلح كلاً من النطاق العريض الثابت والمتنقل.

## مصطلح النطاق العريض
في الأصل، كان لكلمة «النطاق العريض» معنى تقني، لكنها أصبحت مصطلحًا تسويقيًا لأي نوع من شبكات الكمبيوتر عالية السرعة نسبيًا أو تقنية الوصول إلى الإنترنت. وفقًا لمعيار 802.16-2004، يعني النطاق العريض «وجود عرض نطاق لحظي أكبر من 1 ميجاهرتز ودعم معدلات بيانات أكبر من حوالي 1.5 ميجابت / ثانية.»  أعادت لجنة الاتصالات الفيدرالية (FCC) مؤخرًا تعريف التعريف على أنه يعني سرعات تنزيل لا تقل عن 25 ميجابت / ثانية وسرعات تحميل لا تقل عن 3 ميجابت / ثانية.

## التكنولوجيا والسرعات
شبكة النطاق العريض اللاسلكية هي شبكة لاسلكية خارجية ثابتة و / أو شبكة لاسلكية متنقلة توفر ارتباطات لاسلكية أرضية من نقطة إلى عدة نقاط أو من نقطة إلى نقطة لخدمات النطاق العريض.
يمكن أن تتميز الشبكات اللاسلكية بمعدلات بيانات تتجاوز 1 جيجابت / ثانية. العديد من الشبكات اللاسلكية الثابتة هي عبارة عن نصف مزدوج (اتش دي إكس) حصريًا، ومع ذلك، يمكن لبعض الأنظمة المرخصة وغير المرخصة أيضًا أن تعمل في ازدواج كامل (إف دي إكس)  مما يسمح بالاتصال في كلا الاتجاهين في وقت واحد.
تستخدم شبكات النطاق العريض اللاسلكية الثابتة الخارجية عادةً بروتوكول تي دي إم أيه  لتقسيم الاتصال إلى فترات زمنية. تقضي تقنية المهلة الزمنية هذه على العديد من المشكلات الشائعة في بروتوكول 802.11 واي فاي في الشبكات الخارجية مثل مشكلة العقدة المخفية.
يوفر عدد قليل من مزودي خدمة الإنترنت اللاسلكية (WISPs) سرعات تنزيل تزيد عن 100 ميجابت / ثانية؛ تقدر معظم خدمات الوصول اللاسلكي عريض النطاق (بي دبليو أيه) بمدى 50 كيلومتر (31 ميل) من برج. تشمل التقنيات المستخدمة خدمة التوزيع المحلي متعدد النقاط (إل أم دي إس) وخدمة التوزيع متعدد النقاط متعدد القنوات (أم أم دي إس)، بالإضافة إلى الاستخدام المكثف لنطاقات الراديو الصناعية والعلمية والطبية (ISM) ووُحِّدَت تقنية وصول معينة بواسطة IEEE 802.16، مع المنتجات المعروفة مثل WiMAX.
تحظى دبليو أي ماكس بشعبية كبيرة في أوروبا ولكنها لم تحظ بالقبول الكامل في الولايات المتحدة لأن تكلفة النشر لا تلبي عائد أرقام الاستثمار. في عام 2005، تبنت لجنة الاتصالات الفيدرالية تقريرًا وأمرًا بمراجعة قواعد لجنة الاتصالات الفيدرالية لفتح 3650 نطاق هيردز لعمليات النطاق العريض اللاسلكية الأرضية.
يستخدم نظام آخر شائع لدى مزودي خدمة الإنترنت الكبل روابط لاسلكية من نقطة إلى عدة نقاط تعمل على توسيع الشبكة السلكية الحالية باستخدام اتصال لاسلكي شفاف. وهذا يسمح باستخدام نفس أجهزة مودم دوكساس للعملاء السلكية واللاسلكية.

## تطوير النطاق العريض اللاسلكي في الولايات المتحدة
في 14 نوفمبر 2007، أصدرت اللجنة الإشعار العام «دي أيه» 07–4605 الذي أعلن فيه مكتب الاتصالات اللاسلكية عن تاريخ بدء عملية الترخيص والتسجيل للنطاق 3650-3700 ميجا هرتز. في عام 2010، تبنت لجنة الاتصالات الفيدرالية (إف سي سي) قواعد مساحة التلفزيون البيضاء (تي ڤي دبليو إس) وسمحت ببعض أفضل ترددات عدم وجود خط رؤية (700هيردز) في قواعد الجزء 15 من لجنة الاتصالات الفيدرالية. قدمت جمعية مزودي خدمة الإنترنت اللاسلكية، وهي جمعية وطنية لـ WISPs ، التماسًا إلى لجنة الاتصالات الفيدرالية وفازت.
في البداية، عُثِّر على WISPs فقط في المناطق الريفية غير المغطاة بالكابل أو DSL. ستستخدم WISPs المبكرة هذه ناقلًا T عالي السعة، مثل اتصال T1 أو DS3 ، ثم بث الإشارة من ارتفاع عالٍ، مثل أعلى برج مائي. لتلقي هذا النوع من الاتصال بالإنترنت، يقوم المستهلكون بتركيب طبق صغير على سطح منزلهم أو مكتبهم وتوجيهه إلى جهاز الإرسال. عادةً ما يكون خط البصر ضروريًا لمزود خدمة الإنترنت WISP الذي يعمل في النطاقين 2.4 و 5 جيجاهرتز مع 900 تقدم MHz أداء أفضل NLOS (غير خط البصر).

### الإنترنت اللاسلكي السكني
يوفر مقدمو خدمات النطاق العريض اللاسلكي الثابت عادةً معدات للعملاء ويقومون بتركيب هوائي أو طبق صغير في مكان ما على السطح. عادة ما تُنْشَر هذه المعدات كخدمة وتُصَانُ من قبل الشركة التي تقدم تلك الخدمة. أصبحت الخدمات اللاسلكية الثابتة شائعة بشكل خاص في العديد من المناطق الريفية حيث لا يتوفر الكبل أو «دي سي إل» أو خدمات الإنترنت المنزلية النموذجية الأخرى.

### الإنترنت اللاسلكي للأعمال
بدأت العديد من الشركات في الولايات المتحدة وفي جميع أنحاء العالم في استخدام بدائل لاسلكية لمزودي الخدمة الحاليين والمحليين لخدمة الإنترنت والصوت. يميل هؤلاء المزودون إلى تقديم خدمات وخيارات تنافسية في المناطق التي توجد فيها صعوبة في الحصول على اتصالات إيثرنت ميسورة التكلفة من مزودي خدمات الأرض مثل أيه تي تي وكوم كاست وفيريزون وغيرها. أيضًا، قد تبحث الشركات التي تبحث عن تنوع كامل بين شركات الاتصالات لمتطلبات وقت التشغيل الحرجة عن بدائل لاسلكية للخيارات المحلية.

### الطلب على الطيف
لمواجهة الطلب المتزايد على النطاق العريض اللاسلكي، ستكون هناك حاجة إلى زيادة الطيف. بدأت الدراسات في عام 2009، وبينما كان بعض الطيف غير المستخدم متاحًا، يبدو أنه سيتعين على المذيعين التخلي عن بعض الطيف على الأقل. أدى ذلك إلى اعتراضات قوية من مجتمع البث. في عام 2013، تم التخطيط للمزادات، وفي الوقت الحالي أي إجراء من قبل المذيعين هو طوعي.

## النطاق العريض اللاسلكي المتنقل
تشمل تقنيات النطاق العريض اللاسلكي التي يطلق عليها النطاق العريض للهواتف المحمولة خدمات من مزودي خدمة الهاتف المحمول مثل فيريزون وايرلس ومؤسسة سبرينت وأيه تي وتي التنقلية وتي - موبايل التي تتيح إصدارًا أكثر للهاتف المحمول للوصول إلى الإنترنت. يمكن للمستهلكين شراء بطاقة كمبيوتر شخصي أو بطاقة كمبيوتر محمول أو جهاز يو إس بي لتوصيل أجهزة الكمبيوتر أو الكمبيوتر المحمول الخاص بهم بالإنترنت عبر أبراج الهواتف المحمولة. سيكون هذا النوع من الاتصال مستقرًا في أي منطقة تقريبًا يمكن أن تتلقى أيضًا اتصالًا قويًا بالهاتف الخلوي. يمكن أن تكلف هذه التوصيلات أكثر للراحة المحمولة بالإضافة إلى وجود قيود على السرعة في جميع البيئات باستثناء البيئات الحضرية. 
في 2 حزيران (يونيو) 2010، بعد شهور من النقاش، أصبحت «أيه تي وتي» أول مزود إنترنت لاسلكي في الولايات المتحدة يعلن عن خطط للشحن وفقًا للاستخدام. باعتبارها خدمة iPhone الوحيدة في الولايات المتحدة، واجهت AT&T مشكلة الاستخدام المكثف للإنترنت أكثر من مقدمي الخدمة الآخرين. حوالي 3 في المائة من عملاء الهواتف الذكية من AT&T يمثلون 40 في المائة من استخدام التكنولوجيا. 98 في المائة من عملاء الشركة يستخدمون أقل من 2 غيغابايت (4000 مشاهدة للصفحة، 10000 رسالة بريد إلكتروني أو 200 دقيقة من بث الفيديو)، والحد الأدنى للخطة الشهرية 25 دولارًا، و 65 في المائة يستخدمون أقل من 200 ميغا بايت، وهو الحد الأقصى لخطة 15 دولارًا. لكل غيغا بايت يزيد عن الحد، سيتم تحصيل 10 دولارات شهريًا من العملاء بدءًا من 7 يونيو 2010، على الرغم من أن العملاء الحاليين لن يكونوا مطالبين بالتغيير من خطة الخدمة غير المحدودة البالغة 30 دولارًا في الشهر. ستصبح الخطة الجديدة مطلبًا لمن يقومون بالترقية إلى تقنية أيفون الجديدة في وقت لاحق من الصيف.

## الترخيص
يمكن أن يكون الاتصال اللاسلكي إما مرخصًا أو غير مرخص. في الولايات المتحدة، وصلات المرخصة تستخدم الخاص الطيف المستخدم أمنت حقوق من لجنة الاتصالات الاتحادية (إف سي سي). في بلدان أخرى، يُرَخَّص الطيف من هيئة الاتصالات الراديوية الوطنية في البلاد (مثل ACMA في أستراليا أو هيئة الاتصالات النيجيرية في نيجيريا (ان سي سي)). عادة ما يكون الترخيص مكلفًا وغالبًا ما يكون محجوزًا للشركات الكبيرة التي ترغب في ضمان وصول خاص إلى الطيف لاستخدامه في الاتصال من نقطة إلى نقطة. لهذا السبب، يستخدم معظم«أي إس بي» اللاسلكي طيفًا غير مرخص يُشَارَك بشكل عام

## روابط خارجية
- جمعية مزودي خدمة الإنترنت اللاسلكي
- مزود خدمة الإنترنت اللاسلكي أونتاريو